# زوجات ستيبفورد (فلم)
زوجات ستيبفورد (بالإنجليزية: The Stepford Wives) هو فيلم رعب نفسي أمريكي، صدر عام 1975، من إخراج بريان فوربس، وسيناريو ويليام غولدمان، يستند على رواية زوجات ستيبفورد للكاتب إيرا ليفين التي صدرت عام 1972. وتم تصويره في ولاية كونيتيكت عام 1974.

## طاقم التمثيل
- كاثرين روس
- باولا برنتيس
- بيتر ماسترسون
- نانيت نيومان
- تينا لويز
- كارول روسن
- ويليام برنس
- كارول مالوري
- توني ريد
- جوديث بالدوين
- باربرا روكر
- جورج كو
- فرانكلين كوفر
- روبرت فيلدز
- مايكل هيغينز
- جوزيف سومر
- ريماك رامزي
- ماري ماسترسون
- روني أوسوليفان
- باتريك أونيل
- توم سبراتلي  [لغات أخرى]‏

## روابط خارجية
مقالات تستعمل روابط فنية بلا صلة مع ويكي بيانات